# Chris Brown (cantante)
Christopher Maurice Brown (Tappahannock, Virginia; 5 de mayo de 1989), conocido artísticamente como Chris Brown, es un cantante, compositor, bailarín y actor estadounidense. Según Billboard, Brown es uno de los cantantes de R&B más exitosos de su generación, muchos contemporáneos se refieren a menudo como el «Rey del R&B». Su estilo musical ha sido definido como poliédrico, con su R&B caracterizado por varias influencias de otros géneros, principalmente hip hop y música pop. Sus letras se desarrollan predominantemente sobre temas de sexo, romance, vida rápida, deseo, arrepentimiento y conflicto emocional. Brown se ha ganado seguidores de culto y amplias comparaciones con Michael Jackson por su presencia en el escenario.
En 2004, Brown firmó con Jive Records y lanzó su álbum de estudio debut homónimo al año siguiente, que luego fue certificado triple platino por la Recording Industry Association of America (RIAA). Con su sencillo debut «Run It!» llegando a la cima del Billboard Hot 100, Brown se convirtió en el primer artista masculino desde 1995 en tener su sencillo debut en la cima de la lista. Su segundo álbum, Exclusive (2007), tuvo un éxito comercial aún mayor en todo el mundo y generó su segundo número uno en el Billboard Hot 100, «Kiss Kiss».
En 2009, Brown se declaró culpable de un delito grave de agresión a su entonces novia, la cantante Rihanna. En el mismo año lanzó su tercer álbum, Graffiti, que fue considerado un fracaso comercial en comparación con sus trabajos anteriores. Después de Graffiti, Brown lanzó su cuarto álbum F.A.M.E. (2011), que se convirtió en su primer álbum en encabezar el Billboard 200. El álbum contenía los sencillos comercialmente exitosos: «Yeah 3x», «Look at Me Now» y «Beautiful People», y le valió el Premio Grammy al mejor álbum de R&B. Su quinto álbum, Fortune, lanzado en 2012, también encabezó el Billboard 200.
Tras los lanzamientos de X (2014) y Royalty (2015), su álbum de doble disco de 2017, Heartbreak on a Full Moon, que consta de 45 pistas, fue certificado oro por la Recording Industry Association of America por ventas combinadas y unidades equivalentes a álbumes de más de 500.000 unidades después de una semana, y luego fue certificado doble platino por la Recording Industry Association of America. El noveno álbum de estudio de Brown, Indigo, se lanzó en 2019 y también debutó en la cima del Billboard 200. Incluía la pista destacada de Drake «No Guidance», que alcanzó los cinco primeros en el Billboard Hot 100 y rompió el récord del número uno de mayor duración en la lista R& B/Hip-Hop Airplay de Billboard. Su éxito en las listas fue superado con el sencillo «Go Crazy» lanzado al año siguiente, junto con Young Thug como parte de su mixtape colaborativo Slime & B (2020).
Brown ha vendido más de 197 millones de discos en todo el mundo, lo que lo convierte en uno de los artistas musicales más vendidos del mundo. También es uno de los artistas de gira afroamericanos más taquilleros de todos los tiempos. Brown tiene la mayor cantidad de entradas de Billboard Hot 100 de cualquier cantante masculino en la historia; así como la mayor cantidad de éxitos en el top 40 de cualquier cantante de R&B en la historia. Brown también ocupó el tercer lugar en la lista de los mejores artistas de R&B/Hip-Hop de Billboard de la década de 2010. A lo largo de su carrera, Brown ha ganado varios premios, incluido un premio Grammy, dieciocho premios BET, cuatro premios Billboard Music Awards y trece premios Soul Train Music Awards. Brown también ha seguido una carrera como actor. En 2007, hizo su debut cinematográfico en pantalla en Stomp the Yard, y apareció como invitado en la serie de televisión The O.C.. Otras películas en las que ha aparecido Brown incluyen This Christmas (2007), Takers (2010), Think Like a Man (2012) y Battle of the Year (2013) y She Ball (2020).

## Biografía y carrera artística

### 1989-2004: primeros años e inicios de su carrera
Christopher Maurice Brown nació el 5 de mayo de 1989, en el pequeño pueblo de Tappahannock, Virginia, hijo de Joyce Hawkins, exdirectora de una guardería, y Clinton Brown, oficial penitenciario en una prisión local. Tiene una hermana mayor, Lytrell Bundy, que trabaja en un banco. La música siempre estuvo presente en la vida de Brown desde su infancia. Escuchaba álbumes de soul que tenían sus padres y, finalmente, comenzó a mostrar interés en la escena del hip hop.
Brown aprendió a cantar y bailar a una edad temprana y a menudo cita a Michael Jackson como su inspiración. Comenzó a actuar en el coro de su iglesia y en varios concursos de talentos locales. Cuando imitó una interpretación de Usher de «My Way», su madre reconoció su talento vocal y comenzaron a buscar la oportunidad de un contrato discográfico. Al mismo tiempo, Brown estaba pasando por problemas personales. Sus padres se habían divorciado y el novio de su madre lo aterrorizaba al someterla a violencia doméstica.
A los 13 años, Brown fue descubierto por Hitmission Records, un equipo de producción local que visitó la gasolinera de su padre mientras buscaba nuevos talentos. Lamont Fleming de Hitmission brindó entrenamiento de voz para Brown, y el equipo ayudó a organizar un paquete de demostración, bajo el nombre de «C. Sizzle», y se acercó a los contactos en Nueva York, donde Brown comenzó a residir, para buscar un contrato discográfico. Brown asistió a Essex High School en Virginia hasta finales de 2004, cuando se mudó a Nueva York para seguir su carrera musical. Tina Davis, ejecutiva sénior de A&R en Def Jam Recordings, quedó impresionada cuando Brown audicionó en su oficina de Nueva York, e inmediatamente lo llevó a conocer al expresidente de Island Def Jam Music Group, Antonio «L.A.» Reid, quien se ofreció a ficharlo ese día, pero Brown rechazó su propuesta. «Sabía que Chris tenía verdadero talento», dice Davis. «Simplemente sabía que quería ser parte de eso».
Las negociaciones con Def Jam continuaron durante dos meses y terminaron cuando Davis perdió su trabajo debido a una fusión corporativa. Brown le pidió que fuera su mánager y, una vez que Davis aceptó, promovió a la cantante a otros sellos como Jive Records, J-Records y Warner Bros Records. Según Mark Pitts, en una entrevista con HitQuarters, Davis le presentó a Brown una grabación de video y la reacción de Pitts fue: «Vi un gran potencial [...] No me encantaron todos los discos, pero me encantó su voz. Era No fue un problema porque sabía que él podía cantar y sabía cómo hacer discos». Brown finalmente eligió a Jive debido a su exitoso trabajo con actos entonces jóvenes como Britney Spears y Justin Timberlake. Brown declaró: «Elegí a Jive porque tuvieron el mayor éxito con los artistas más jóvenes en el mercado pop, [...] sabía que iba a capturar a mi audiencia afroamericana, pero Jive tenía mucha fuerza en el área pop como así como la longevidad en las carreras». Brown dijo que durante su permanencia en Harlem, cuando estaba tratando de hacer que su música fuera escuchada por las principales discográficas, su intención artística era tanto rapear como cantar en sus discos, pero Jive lo convenció de hacerlo. limitarse a cantar, porque dijo que «todavía no era aceptable» que un cantante de R&B también rapeara en discos.

### 2005-2006:Chris Browny debut como actor

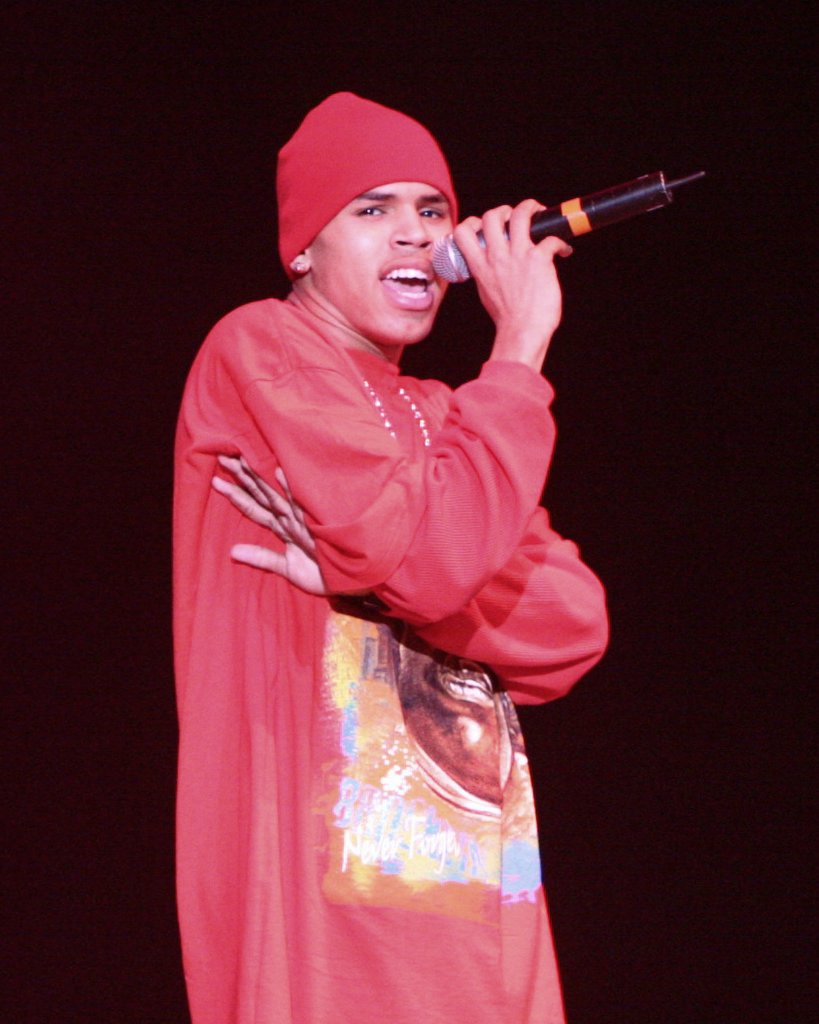
Brown actuando en KISS 106.1 Seattle Jingle Bell Bash 8 el 4 de diciembre de 2005.

Después de firmar con Jive Records en 2004, Brown comenzó a grabar su álbum de estudio debut homónimo en febrero de 2005. Para mayo, ya había 50 canciones grabadas, 14 de las cuales fueron elegidas para la lista final de canciones. El cantante trabajó con varios productores y compositores, entre ellos Scott Storch, Cool & Dre, Sean Garrett y Jazze Pha, y comentó que «realmente creían en [él]». Brown coescribió la mitad de las pistas. «Escribo sobre las cosas por las que pasan todos los días los jóvenes de 16 años», dice Brown. «Como si te metieras en problemas por meter a escondidas a tu chica en la casa, o si no puedes conducir, así que robas un coche o algo así». Todo el álbum tardó menos de ocho semanas en producirse.
Lanzado el 29 de noviembre de 2005, el álbum homónimo de Chris Brown debutó en el número dos en el Billboard 200 con ventas en la primera semana de 154.000 copias. Chris Brown fue un éxito comercial con la época; vendiendo más de tres millones de copias en los Estados Unidos, donde fue certificado tres veces platino por la Recording Industry Association of America (RIAA), y seis millones de copias en todo el mundo. El sencillo principal del álbum, «Run It!», convirtió a Brown en el primer acto masculino (desde Montell Jordan en 1995) en tener su sencillo debut para alcanzar la cima del Billboard Hot 100, que luego permaneció durante cuatro semanas más. Tres de los otros sencillos, «Yo (Excuse Me Miss)», «Gimme That» y «Say Goodbye», alcanzaron su punto máximo entre los veinte primeros en la misma lista.
El 13 de junio de 2006, Brown lanzó un DVD titulado Chris Brown's Journey, que muestra imágenes de él viajando por Inglaterra y Japón, preparándose para su primera visita a los Premios Grammy, detrás de escena de sus videos musicales y bloopers. El 17 de agosto de 2006, para promover aún más el álbum, Brown comenzó su gira principal como coprotagonista, The Up Close and Personal Tour. Debido a la gira, la producción de su próximo álbum se retrasó dos meses. St. Jude Children's Research Hospital recibió $10,000 en ingresos por boletos de la gira «Up Close & Personal» de Brown en 2006. Brown ha hecho apariciones en One on One de UPN y Brandon T. Jackson Show de The N en su episodio piloto.

### 2007-2008:Exclusive
En enero de 2007, Brown consiguió un pequeño papel como fanático de la banda en la cuarta temporada de la serie de televisión estadounidense The O.C.. Brown luego hizo su debut cinematográfico en Stomp the Yard, junto a Ne-Yo, Meagan Good y Columbus Short el 12 de enero de 2007. En abril de 2007, Brown fue el acto de apertura de Beyoncé, en la etapa australiana de su gira The Beyoncé Experience. El 9 de julio de 2007, Brown apareció en un episodio de My Super Sweet 16 de MTV (para el evento, se tituló de nuevo: Chris Brown: My Super 18) celebrando su decimoctavo cumpleaños en la ciudad de Nueva York.

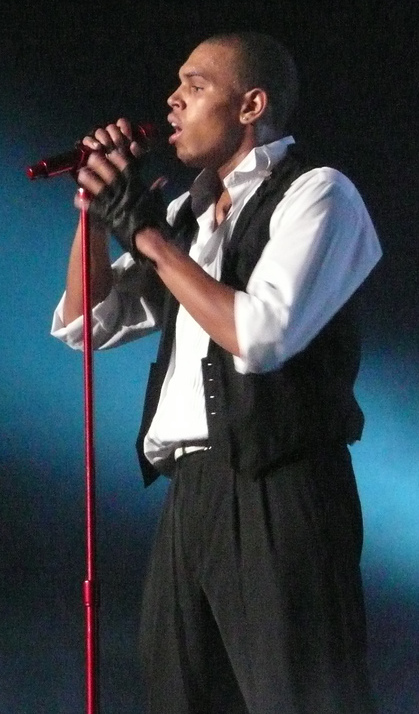
Chris Brown cantando en el Brisbane Entertainment Center en 2008.

Poco después de terminar su gira de verano con Ne-Yo, Brown rápidamente comenzó la producción de su segundo álbum de estudio, Exclusive. Cuando se lanzó el sencillo principal del álbum, «Wall to Wall», no tuvo un gran éxito comercial, alcanzando el puesto 79 en la lista Billboard Hot 100 de Estados Unidos y el número 22 en la lista Hot R&B/Hip-Hop Songs de Estados Unidos, siendo su sencillo más bajo en las listas de éxitos en ese momento. Sin embargo, «Kiss Kiss», presentado y producido por T-Pain, lanzado como el segundo sencillo del álbum, recibió un gran éxito, alcanzando el número uno en la lista Billboard Hot 100 de Estados Unidos y convirtiéndose en el segundo sencillo número uno de Brown después de «Run It!» en 2005. «With You», producido por Stargate (dúo de productores conocidos en ese momento por su trabajo con el cantante de R&B Ne-Yo), fue lanzado como el tercer sencillo de Exclusive, tuvo un éxito aún mayor que «Kiss Kiss», convirtiéndose uno de los sencillos más vendidos de todos los tiempos y alcanzó el número dos en la lista Billboard Hot 100 de Estados Unidos. Exclusive fue lanzado en los Estados Unidos el 6 de noviembre de 2007. El álbum es musicalmente R&B, con ligeras influencias pop que estaban ausentes en el disco anterior con influencias de hip hop y soul, alcanzando un gran éxito internacional. El álbum debutó en el número cuatro en la lista Billboard 200 de Estados Unidos, vendió 294 000 copias en su primera semana, y recibió críticas generalmente positivas de los críticos musicales. Hasta el 23 de marzo de 2011, ha vendido más de 1,9 millones de copias en los Estados Unidos.
En noviembre de 2007, Brown actuó como presentador de videos para el programa Math-A-Thon del St. Jude Children's Research Hospital. Mostró su apoyo animando a los estudiantes a usar sus habilidades matemáticas para ayudar a los niños con cáncer y otras enfermedades catastróficas. El 21 de noviembre de 2007, Brown apareció en This Christmas, un drama familiar protagonizado por Regina King. Para apoyar aún más el álbum Exclusive, Brown se embarcó en su The Exclusive Holiday Tour, visitando más de treinta lugares en Estados Unidos. La gira comenzó en Cincinnati, Ohio, el 6 de diciembre de 2007 y concluyó el 9 de febrero de 2008 en Honolulu, Hawái. En marzo de 2008, Brown apareció en el sencillo «No Air» de Jordin Sparks, que tuvo un éxito mundial que alcanzó el puesto número tres en la lista Billboard Hot 100 de Estados Unidos. También hizo una aparición especial en el sencillo «Get Like Me» de David Banner junto a Yung Joc. La canción alcanzó el puesto número dieciséis en el Billboard Hot 100 y el número dos en la lista US Hot Rap Songs. Brown relanzó Exclusive el 3 de junio de 2008, como una edición de lujo, rebautizada como Exclusive: The Forever Edition, siete meses después del lanzamiento de la versión original. La versión relanzada incluía cuatro pistas nuevas, incluido el sencillo eurodisco «Forever», que se convirtió en uno de sus sencillos más conocidos, alcanzando el número dos en Billboard Hot 100. En agosto de 2008, Brown apareció como estrella invitada en la serie original de Disney Channel The Suite Life of Zack & Cody como él mismo. Hacia finales de 2008, Brown fue nombrado Artista del año por la revista Billboard.

### 2009-2010:Graffitiy mixtapes

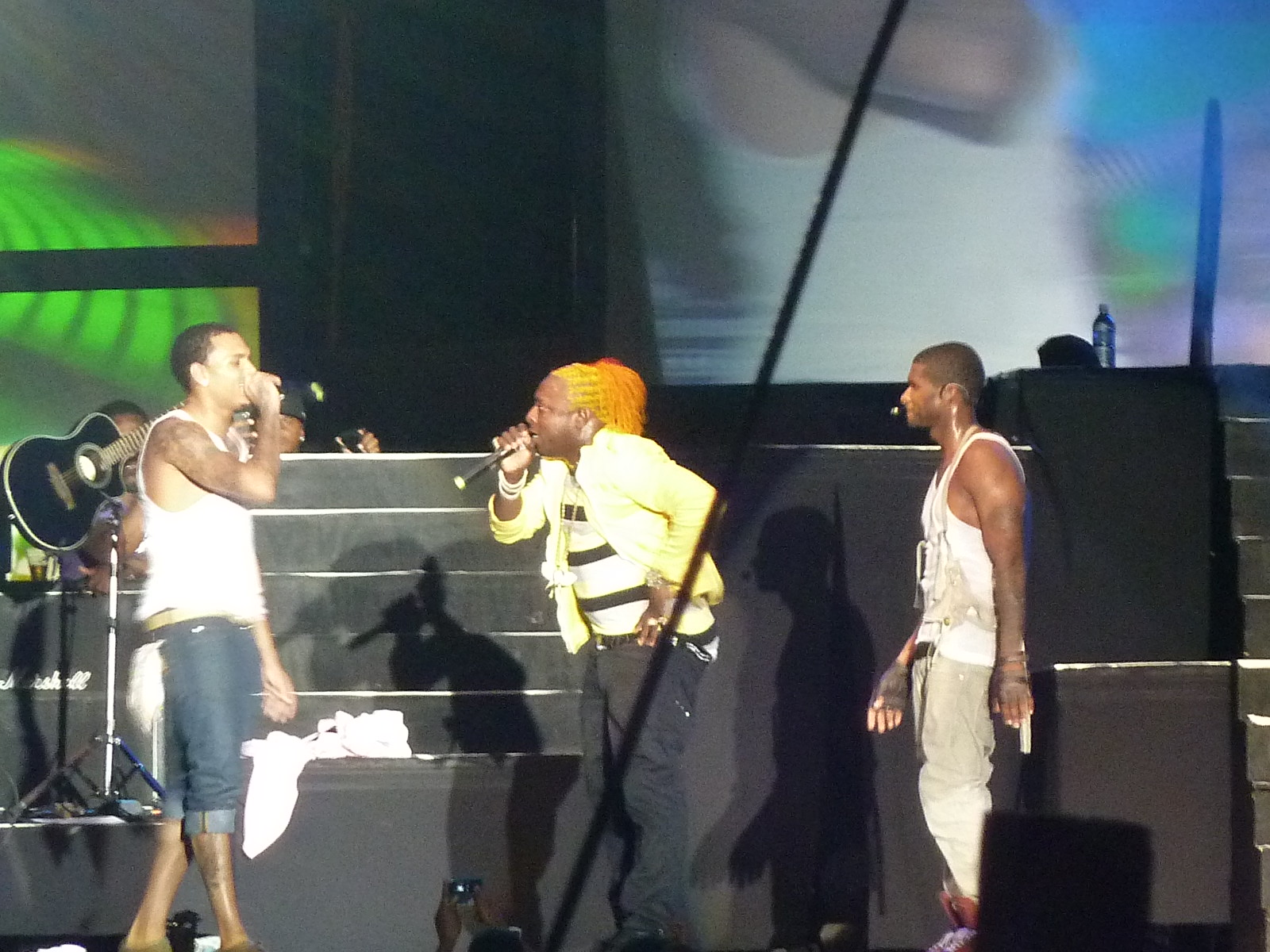
Brown con Usher y Elephant Man en el Reggae Sumfest en 2010.

En 2008, Brown comenzó a trabajar en su tercer álbum de estudio, que se llamaría Graffiti, prometiendo experimentar con una dirección musical diferente inspirada en los cantantes Prince y Michael Jackson. Dijo: «Quería cambiarlo y ser realmente diferente. Al igual que mi estilo actual, no trato de ser el típico urbano. Quiero ser como eran Prince, Michael y Stevie Wonder. Ellos pueden cruzar a cualquier género de música». Tras el escándalo de violencia doméstica que involucró a la cantante Rihanna el 8 de febrero de 2009, la mayoría de los medios tomaron posiciones en contra del cantante. El incidente también provocó que Brown perdiera importantes contratos comerciales, incluido uno con Doublemint. Posteriormente, el cantante participó en numerosas apariciones televisivas durante el año para expresarse públicamente al respecto. El sencillo principal de Graffiti, «I Can Transform Ya», fue lanzado el 29 de septiembre de 2009. La canción alcanzó el puesto 20 en la lista Billboard Hot 100 de Estados Unidos. «Crawl» fue lanzado como el segundo sencillo del álbum el 23 de noviembre de 2009. La canción alcanzó el número 53 en el Billboard Hot 100. Luego, Graffiti fue lanzado el 8 de diciembre de 2009, con un sonido R&B mezclado con eurodisco y rock. Brown, con este álbum, comenzó a tomar el control total de su arte, manejando la dirección artística y escribiendo cada canción del álbum (con la excepción de la canción «I'll Go», escrita y producida por Brian Kennedy y James Fauntleroy). Brown comenzó a ser el único director artístico de todos sus proyectos futuros. Dijo que su decisión de dirigir y escribir por completo sus álbumes y canciones provino del hecho de que quería dar su «propia perspectiva de la música que [él] quería hacer» y de su deseo de «verbalizar lo que [él] estaba haciendo mediante». El álbum, en comparación con sus dos predecesores, fue un fracaso comercial y crítico, debutando en el número 7 en la lista Billboard 200 de Estados Unidos, vendiendo 102.000 copias en su primera semana, y recibiendo críticas generalmente negativas de los críticos. Al 23 de marzo de 2011, vendió 341.000 copias en los Estados Unidos.
Mientras realizaba un tributo a Michael Jackson en los Premios BET de 2010, Brown comenzó a llorar y cayó de rodillas mientras cantaba «Man in the Mirror» de Jackson. La actuación y su agitación emocional resonaron en varias celebridades presentes en la ceremonia, incluidos Trey Songz, Diddy y Taraji P. Henson. Songz dijo: «Dejó su corazón en el escenario. Dio una emoción genuina. Estaba orgulloso de él y feliz por él por haber tenido ese momento». El hermano de Michael, Jermaine Jackson, expresó sentimientos similares al afirmar que «fue muy emotivo para mí, porque fue una aceptación de sus fanáticos de lo que le sucedió y también un homenaje a mi hermano». Más tarde, durante la ceremonia de premiación, Brown declaró: «Los decepcioné a todos antes, pero no lo volveré a hacer [...] lo prometo», mientras aceptaba el premio AOL Fandemonium.. En agosto de 2010, Brown protagonizó junto a un elenco que incluía a Matt Dillon, Paul Walker, Idris Elba, Hayden Christensen y T.I. en el thriller criminal Takers, y también se desempeñó como productor ejecutivo de la película.
Durante 2010, Brown lanzó los tres mixtapes gratuitos In My Zone (Rhythm & Streets), Fan of a Fan (mixtape colaborativo con Tyga) e In My Zone 2, que presentaba un nuevo estilo de escritura con temas crecidos y un estilo musical diferente, mezclando R&B con hip hop. Para los mixtapes, trabajó con nuevos productores, sobre todo Kevin McCall. Los mixtapes fueron muy apreciados por el fiel público del artista, consolidándolo. El sencillo «Deuces», extraído del mixtape Fan of a Fan, obtuvo elogios de la crítica, logrando también un buen éxito, alcanzando el número uno en Hot R&B/Hip-Hop Songs. Posteriormente, la canción fue remezclada por los nombres más importantes de la escena hip-hop de la época, incluidos Drake, Kanye West, André 3000, Rick Ross, Fabolous y T.I. Más tarde lanzó la canción en solitario «No BS» como su segundo sencillo de Fan of a Fan, y decidió incluir los dos sencillos del mixtape como sencillos de anticipación para su próximo álbum.

### 2011-2012:F.A.M.E.yFortune
En septiembre de 2010, Brown anunció su álbum, F.A.M.E. (acrónimo de «Forgiving All My Enemies»; en español: «Perdonar a todos mis enemigos»), lanzando en octubre el primer sencillo oficial del álbum, «Yeah 3x», una canción dance-pop, diferente a sus canciones anteriores en los mixtapes urbanos. El sencillo obtuvo un enorme éxito internacional y entró entre los diez primeros en once países, incluidos Australia, Austria, Dinamarca, Irlanda, Países Bajos, Nueva Zelanda, Suiza y el Reino Unido. Le sucedió el sencillo de hip-hop «Look at Me Now», con los raperos Lil Wayne y Busta Rhymes, que alcanzó el número uno en la lista de canciones Hot R&B/Hip-Hop de Estados Unidos, donde permaneció durante ocho semanas consecutivas. También alcanzó el número uno en la lista Hot Rap Songs de Estados Unidos. El sencillo se convirtió en la canción de rap más vendida de 2011, así como en uno de los sencillos más vendidos de todos los tiempos en los Estados Unidos.
El cuarto álbum de estudio de Brown F.A.M.E. se lanzó por primera vez el 18 de marzo de 2011. El álbum debutó en el número uno en la lista Billboard 200 de Estados Unidos, con ventas de 270 000 copias en la primera semana, lo que le dio a Brown su primer álbum número uno en los Estados Unidos. El tercer sencillo del álbum, «Beautiful People», con Benny Benassi, alcanzó el puesto número uno en la lista Hot Dance Club Songs de Estados Unidos y se convirtió en el primer sencillo número uno en la lista tanto para Brown como para Benassi. «She Ain't You» fue lanzado como el cuarto sencillo estadounidense del álbum, mientras que «Next 2 You», con el artista canadiense Justin Bieber, sirvió como el cuarto sencillo internacional del álbum. Para promover aún más el álbum, Brown se embarcó en su F.A.M.E. Tour en Australia y Norteamérica.

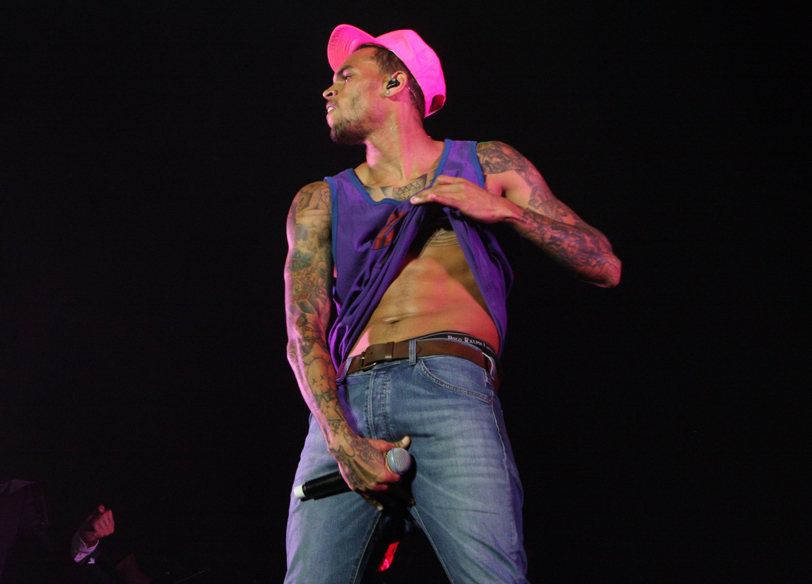
Chris Brown en 2012.

Brown recibió seis nominaciones en los Premios BET de 2011 y finalmente ganó cinco premios, incluido el de Mejor artista masculino de R&B, el Premio Viewers Choice, el Premio Fandemonium, Mejor colaboración y Video del año por «Look at Me Now». También ganó tres premios en los BET Hip Hop Awards de 2011, incluido el premio People's Champ, el premio Reese's Perfect Combo y el mejor video de hip hop por «Look at Me Now». En los Soul Train Music Awards de 2011, F.A.M.E. ganó Álbum del año. El álbum también le ha valido a Brown tres nominaciones a los premios Grammy en la 54.ª edición de los Premios Grammy al Mejor álbum de R&B, así como a mejor interpretación de rap y mejor canción de rap por «Look at Me Now». El 12 de febrero de 2012, Brown ganó el premio Grammy al Mejor álbum de R&B. Durante la ceremonia, Brown interpretó varias canciones que marcaron su primera aparición en la entrega de premios desde su condena por agresión grave.
Originalmente, Brown quería que F.A.M.E. fuese un disco doble de 25 a 30 pistas, pero el sello se opuso a eso. Justo antes del lanzamiento de F.A.M.E., Brown decidió seguir sus intenciones de forma aceptable para el sello, trabajando en una secuela de F.A.M.E. llamado Fortune, sería un álbum completamente nuevo que contenía material nuevo e incluso algunas pistas que no estaban a la altura del álbum anterior, y se lanzó seis meses después. Posteriormente, el artista decidió tomarse más tiempo para trabajar en el álbum, desarrollándolo como un proyecto propio, con un concepto y un sonido diferentes a los de su álbum anterior. El 7 de octubre de 2011, RCA Music Group anunció que disolvería Jive Records junto con Arista Records y J Records. Con el cierre, Brown (y todos los demás artistas que firmaron anteriormente con estos tres sellos) lanzarán material futuro en la marca RCA Records. El quinto álbum de estudio de Brown, Fortune, fue lanzado el 3 de julio de 2012. El álbum debutó en la cima del Billboard 200, pero recibió críticas negativas de los críticos. «Strip», con Kevin McCall, se lanzó como el sencillo de moda del álbum, con «Turn Up the Music» como sencillo principal, y «Sweet Love», «Till I Die», «Don't Wake Me Up» y «Don't Judge Me» lanzado como los siguientes sencillos del álbum, respectivamente. Para promover aún más el álbum, Brown se embarcó en su Carpe Diem Tour en Europa, África, Asia y Trinidad.

### 2013-2015:XyRoyalty
Artículos principales: X (álbum de Chris Brown) y Royalty (álbum de Chris Brown)
Después de concluir su Carpe Diem Tour en 2012, el próximo álbum de estudio de Brown comenzó a desarrollarse. El 15 de febrero de 2013, el cantante lanzó extraoficialmente la canción «Home», con un videoclip oficial, donde expresa una reflexión sobre el amargo precio de la fama, y sobre cómo el único momento de respiro de ese pensamiento es cuando regresa a la barrio donde creció con gente que lo conoció desde el principio. El 26 de marzo de 2013, Brown anunció el lanzamiento de X, en varias entrevistas y sesiones de escucha, lanzando la canción «Fine China» como sencillo principal del álbum. En una entrevista con Ebony, cuando Brown habló de llevar su música en una dirección diferente y cambiar su sonido pop y sexualmente explícito del álbum anterior Fortune, a un tema más maduro, conmovedor y vulnerable para el álbum. El 29 de marzo de 2013, lanzó «Fine China» como el sencillo principal del álbum.
Tras el lanzamiento de otros dos sencillos de anticipación de X, «Don't Think They Know» y «Love More», el 9 de agosto de 2013 a la 1:09 a. m. PDT, se informó que Brown sufrió una convulsión en Record Plant Studios en Hollywood, California, cuando se realizó una llamada al 9-1-1. Cuando llegaron los paramédicos, Brown supuestamente se negó a recibir tratamiento y también se negó a ser transportado al hospital local. (Se informa que Brown ha sufrido convulsiones desde su niñez.) Al día siguiente, el representante de Brown informó que la convulsión fue causada por «fatiga intensa y estrés emocional extremo, debido tanto a la continua avalancha de asuntos legales infundados como a la negatividad sin parar». El 20 de noviembre de 2013, Brown fue sentenciado a un centro de rehabilitación para el manejo de la ira durante tres meses, poniendo en peligro el lanzamiento de X en diciembre de 2013. Para «retener [a los fanáticos] hasta que [el álbum X] caiga», Brown lanzó un mixtape, titulado X Files el 19 de noviembre de 2013. El 22 de febrero de 2014, se anunció que el álbum se lanzaría en el cumpleaños de Brown, el 5 de mayo de 2014. El 14 de abril de 2014, Brown lanzó un adelanto de la nueva canción «Don't Be Gone Too Long» con Ariana Grande. Sin embargo, luego del arresto de Brown por agresión grave en Washington D. C., el 27 de octubre de 2013, la canción y el álbum se retrasaron nuevamente debido a la sentencia de prisión de Brown. Mientras estaba encarcelado, «Loyal» fue lanzado como el cuarto sencillo del álbum, convirtiéndose en una de sus canciones más exitosas, al alcanzar el top 10 en el Billboard Hot 100 de Estados Unidos y en el Reino Unido. El 3 de agosto de 2014, Chris anunció a través de Instagram que la fecha de lanzamiento del álbum sería el 16 de septiembre de 2014. El 6 de agosto de 2014, se reveló la portada del álbum. La canción nunca se lanzó como sencillo, en cambio, «New Flame» con Usher y Rick Ross se lanzó más tarde como el último sencillo del álbum. La canción principal «X» se lanzó como una canción de gratificación instantánea junto con la reserva del álbum en iTunes el 25 de agosto de 2014.
El sexto álbum de estudio de Brown, X, fue lanzado el 16 de septiembre de 2014. El álbum recibió críticas positivas de los críticos, quienes celebraron el sonido del disco y las interpretaciones vocales de Brown. El álbum se consideró una gran mejora en comparación con su predecesor Fortune, criticado por la crítica. En los Premios Grammy de 2015, el álbum fue nominado a Mejor álbum urbano contemporáneo, mientras que «New Flame» fue nominado a mejor interpretación de R&B y mejor canción de R&B. Comercialmente, el álbum debutó en el número dos en el Billboard 200 de Estados Unidos vendiendo 146.000 copias en su primera semana, convirtiéndose en su primer álbum en perderse la cima de la lista desde Graffiti (2009) y su tercer álbum en llegar al número dos en la lista general después de Exclusive (2007). También se convirtió en su sexto debut consecutivo entre los diez primeros en los Estados Unidos. A finales de 2015, el álbum había vendido 404 000 copias en los Estados Unidos. Ha sido certificado doble platino por la Recording Industry Association of America (RIAA). Al impulsar aún más la promoción del álbum, Brown actuó y apareció en varios eventos musicales televisados y festivales de música en los Estados Unidos.
El 24 de febrero de 2015, Brown lanzó su primer álbum de estudio colaborativo con Tyga, titulado Fan of a Fan: The Album. El álbum fue una continuación del mixtape Fan of a Fan de 2010. A principios de 2015, Brown también se embarcó en su gira Between The Sheets Tour con Trey Songz. También en febrero de 2015, Brown dijo durante una entrevista para The Breakfast Club que comenzó a trabajar en el álbum en una dirección que habría sido el sonido predominante en el extranjero. Un par de meses después descubrió que tenía una hija y, al mismo tiempo, rompió con su exnovia Karrueche Tran. Ese hecho le hizo cambiar la idea del álbum, terminando haciendo principalmente canciones de R&B que describió como «representaciones de dónde estaba en mi vida en ese momento», comenzando simultáneamente su One Hell of a Nite Tour.

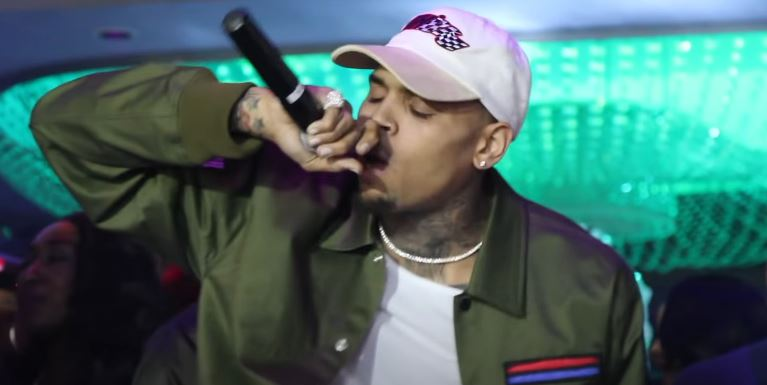
Chris Brown interpretando «Back to Sleep» en Miami en enero de 2016.

En la primavera de 2015, Brown apareció en la canción «Five More Hours» de DJ Deorro, que recibió un excelente éxito mundial. El 24 de junio, Brown lanzó una nueva canción titulada «Liquor». Poco después, se anunció que «Liquor» era el primer sencillo de su séptimo álbum de estudio. El 22 de agosto de 2015, el cantante declara oficialmente desde su perfil de Twitter que el nuevo álbum se titulará «Royalty» en honor a su hija, Royalty Brown. El 16 de octubre reveló la portada del álbum, retratando a Chris con Royalty en sus brazos en una imagen en blanco y negro. El 13 de octubre de 2015, Brown anunció que Royalty se lanzará el 27 de noviembre de 2015. Después de que se reveló que el álbum se retrasó hasta el 18 de diciembre de 2015, a cambio, el 27 de noviembre de 2015, lanzó un mixtape gratuito de 34 pistas llamado Before the Party como preludio de Royalty, que incluye apariciones especiales de Rihanna, Wiz Khalifa, Pusha T, Wale, Tyga, French Montana y Fetty Wap. El 16 de octubre de 2015, se reveló la portada del álbum. El álbum fue lanzado el 18 de diciembre de 2015 y debutó en el número tres en el Billboard 200 de Estados Unidos, vendiendo 184 000 unidades (162 000 en ventas de álbumes puros) en su primera semana, marcando una mejora con respecto a los últimos tres álbumes de estudio de Brown. También se convirtió en su séptimo álbum en solitario debut consecutivo entre los diez primeros en los Estados Unidos.

### 2016-2017:Heartbreak On A Full Moon
Brown comenzó a trabajar y grabar pistas para su próximo álbum unas semanas antes del lanzamiento de Royalty, a fines de 2015. El 10 de enero de 2016, Brown había mostrado una vista previa de 11 canciones inéditas en sus perfiles de Periscope e Instagram, mostrándolo bailando y sincronizando los labios con estas canciones. En marzo de 2016, volvió a colaborar con el DJ italiano Benny Benassi para la canción «Paradise» del álbum Danceaholic. El 3 de mayo anunció el sencillo «Grass Ain't Greener», mostrando su portada y anunciándolo como el primer sencillo de un nuevo álbum titulado Heartbreak on a Full Moon. El sencillo fue lanzado el 5 de mayo de 2016. El 7 de julio de 2016, después de los disparos de policías de Dallas en 2016, Brown lanzó en su página de SoundCloud dos baladas de piano, «My Friend» y «A Lot of Love», diciendo que las canciones se «lanzan de forma gratuita para cualquiera que se enfrente a la injusticia o la lucha en sus vidas». En 2016, lanzó dos mixtapes colaborativos con su equipo de OHB, Before the Trap: Nights in Tarzana y Attack the Block, donde rapean y cantan sobre un estilo de vida temerario lleno de drogas, sexual encuentros con numerosas mujeres fáciles poco confiables, que también ilustran una vida callejera peligrosa llena de armas, dinero sucio y autos lujosos.

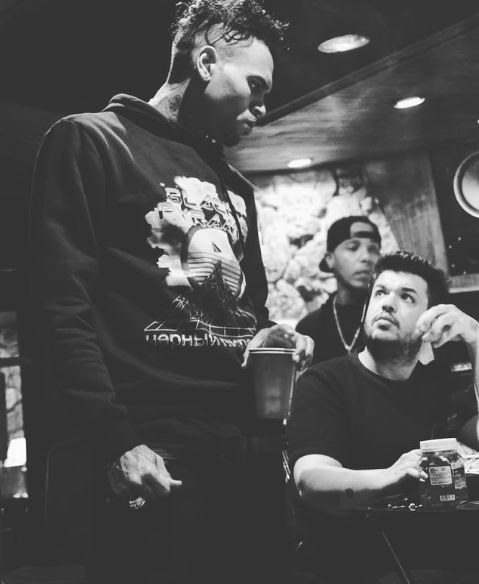
Brown (izquierda) en el estudio trabajando en Heartbreak on a Full Moon en junio de 2016.

A lo largo de 2016 y 2017, siguió compartiendo varios fragmentos de canciones en las que estaba trabajando para el álbum y las características. Trabajó mucho en el álbum durante 2016 y 2017, también durante dos giras, la etapa europea de One Hell of a Nite Tour y The Party Tour, y también construyó un estudio de grabación dentro de su casa para grabar canciones para el álbum. El 16 de diciembre de 2016, lanzó el segundo sencillo oficial del álbum, «Party», que cuenta con las voces invitadas del cantante estadounidense de R&B Usher y el rapero Gucci Mane, obteniendo un buen éxito comercial. El cantante, mientras trabajaba en el álbum, se dio cuenta de que había hecho demasiadas canciones que pensó que eran discos de calidad que seguían perfectamente la narrativa del álbum para hacer un álbum de 15/20 pistas, por lo que decidió que quería llevarlo a al siguiente nivel trabajando en él como un álbum de 40 pistas. RCA Records, el sello discográfico del cantante, inicialmente no estuvo de acuerdo en satisfacer las intenciones de Brown de hacer un álbum de 40 pistas, pensando que dañaría su desempeño comercial, pero el cantante terminó convenciéndolos. En febrero de 2017, anunció que su canción «Privacy» previamente provocada se habría lanzado como el próximo sencillo de Heartbreak on a Full Moon. El sencillo fue lanzado el 24 de marzo de 2017 y recibió una excelente respuesta de su público principal. El 7 de junio lanzó Welcome to My Life, un autodocumental centrado en su vida y carrera, dirigido por Andrew Sandler. Numerosas celebridades participaron en la película, haciendo declaraciones y compartiendo historias sobre el artista. Entre ellos están Jennifer Lopez, Mike Tyson, Rita Ora, Usher y Tyga.
El 4 de agosto de 2017, lanzó el cuarto sencillo del álbum, «Pills & Automobiles», que cuenta con voces invitadas de los artistas estadounidenses de trap Yo Gotti, A Boogie Wit Da Hoodie y Kodak Black. Luego, el 14 de agosto de 2017, anunció el lanzamiento del quinto sencillo oficial del álbum, «Questions», el 16 de agosto, anunciando la fecha de lanzamiento del álbum y diciendo que sería lanzado el 31 de octubre de 2017. El 13 de octubre de 2017, Brown lanzó el sencillo promocional «High End», que presenta voces invitadas de los artistas estadounidenses de trap Future y Young Thug, anunciando la lista final de canciones del álbum. El 25 de octubre de 2017, Brown organizó con Tidal un concierto emergente gratuito en la ciudad de Nueva York para interpretar los sencillos del álbum y promocionarlo entre sus fans.
Heartbreak on a Full Moon finalmente se lanzó como un álbum de doble disco el 31 de octubre de 2017, a través de minoristas digitales y en CD, tres días después por RCA Records. El sonido del álbum ha sido oscuro y conmovedor. Las canciones que contiene muestran todos los aspectos emocionales de lo que ha estado en la mente de la cantante después de una fuerte ruptura. Sus temas incluyen el arrepentimiento, el amor transformándose en odio, la dificultad para manejar las emociones, la imposibilidad de superar a alguien y cómo un estilo de vida imprudente no puede adormecer el dolor de un desamor. Su contenido lírico se inspiró en la ruptura de Brown con Karrueche Tran. Heartbreak on a Full Moon recibió elogios generalizados de los críticos, quienes celebraron la variedad del disco, su duración y su contenido lírico introspectivo. Muchos lo definieron como el mejor cuerpo de trabajo del cantante. A pesar de contarse con solo tres días de ventas, Heartbreak on a Full Moon debutó en el número tres en el Billboard 200 de Estados Unidos, convirtiéndose en el noveno álbum consecutivo de Brown entre los diez primeros en la lista. Una semana después de su lanzamiento, Heartbreak on a Full Moon obtuvo la certificación de oro de la Recording Industry Association of America por ventas combinadas y unidades equivalentes a álbumes de más de 500 000 unidades en los Estados Unidos, y Brown se convirtió en el primer artista masculino de R&B en obtener oro en un semana desde las Confessions de Usher en 2004. En 2019, el álbum ha sido certificado doble platino por la Recording Industry Association of America (RIAA).
El 13 de diciembre de 2017, lanzó una edición de lujo sorpresa de 12 pistas del álbum llamada Cuffing Season - 12 Days of Christmas como regalo de Navidad para sus fans. La edición de lujo está hecha con las sobras del álbum favoritas de Brown y algunas canciones con temas navideños. Brown finalmente se embarcó en su gira estadounidense Heartbreak on a Full Moon Tour en junio de 2018 para promover aún más el álbum. Los teloneros de la gira fueron 6lack, H.E.R., Rich the Kid y Jacquees.

### 2018-2019:Indigo
Tras el éxito general de Heartbreak on a Full Moon, Brown y el rapero Joyner Lucas anunciaron un proyecto de colaboración, titulado Angels & Demons el 25 de febrero de 2018, con el lanzamiento del sencillo «Stranger Things». Sin embargo, el proyecto nunca se estrenó. El 15 de marzo de 2018, Brown apareció en el exitoso sencillo «Freaky Friday» de Lil Dicky. Para el 9 de abril de 2018, el video alcanzó más de 100 millones de visitas y encabezó las listas en Nueva Zelanda y el Reino Unido.
Después de redactar el concepto de su nuevo álbum, en agosto de 2018, al final de la gira Heartbreak On A Full Moon Tour, Brown comenzó el trabajo de procesamiento real de su noveno álbum, Indigo. El 4 de enero de 2019, Brown lanzó «Undecided», el primer sencillo, junto con un video de la canción. «Undecided» vio a Brown reunirse con el productor Scott Storch, quien previamente trabajó con Brown en 2005 en su gran éxito «Run It!». El sencillo marcó el primer lanzamiento de Brown después de firmar una extensión y un nuevo acuerdo de licencia con RCA Records, que le dio la propiedad de sus grabaciones maestras, convirtiéndolo en uno de los artistas más jóvenes en hacerlo a la edad de 29 años. El 11 de abril, lanzó el segundo sencillo del álbum titulado «Back to Love», que recibió críticas positivas de los críticos musicales que celebraron su contenido lírico y su producción, pero no llegó a las listas de Estados Unidos. El tercer sencillo, «Wobble Up», fue lanzado una semana después con Nicki Minaj y G-Eazy, anunciando que se espera que el álbum sea lanzado en junio. El 25 de abril, apareció en una pista con Marshmello y Tyga llamada «Light It Up». En un anuncio el 2 de mayo, Brown reveló la lista de artistas con los que había estado trabajando para su álbum, Nicki Minaj, Tory Lanez, Tyga, Justin Bieber, Juicy J, Juvenile, H.E.R., Tank, Sage the Gemini, Lil Jon, Lil Wayne, Joyner Lucas, Gunna y Drake estaban incluidos en la lista. Algunas de estas colaboraciones sorprendieron a los medios, especialmente a Drake, debido a su enemistad pública que se prolongó durante varios años. Más tarde reveló la obra de arte del álbum y su lista de canciones entre mayo y junio de 2019. El 31 de mayo, apareció en «Easy», un sencillo exitoso en el que hizo un dueto con la cantante DaniLeigh. El 8 de junio, Brown lanzó «No Guidance» con Drake como sencillo. Debutó en el número nueve en el Billboard Hot 100 de Estados Unidos, lo que la convirtió en la decimoquinta canción entre los diez primeros de Brown, y luego alcanzó el puesto número cinco. El sencillo ganó Mejor interpretación de colaboración, mejor interpretación de baile y Canción del año en los Soul Train Music Awards de 2019 y recibió una nominación a Mejor canción de R&B en la 62.ª edición de los Premios Grammy.

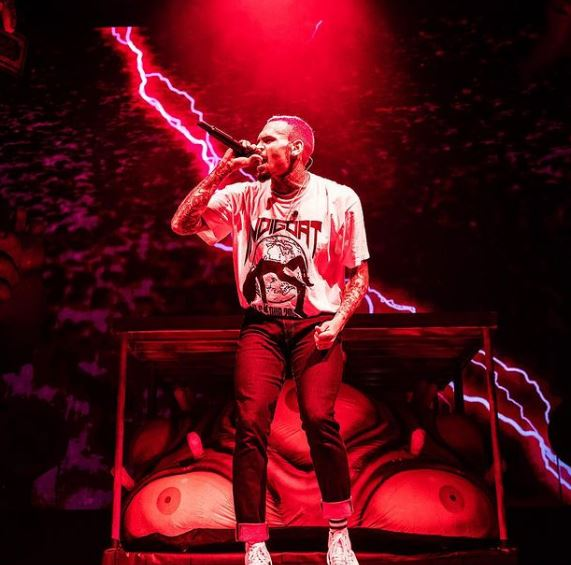
Brown actuando durante su gira Indigoat Tour en 2019.

Indigo finalmente se lanzó el 28 de junio de 2019 como un álbum doble, lo que marca el segundo álbum de Brown lanzado con este estilo. El disco es un álbum de R&B y pop tropical, sobre vibraciones, amor espiritual y sexo, que deja el estado de ánimo introspectivo, oscuro y sensual de Heartbreak on a Full Moon, por un sonido y un tono mucho más alegres. En los Estados Unidos, Indigo debutó en el número uno en el Billboard 200 de Estados Unidos con 108 000 unidades equivalentes a álbumes, que incluyeron 28 000 ventas de álbumes puros en su primera semana, lo que lo convirtió en su tercer álbum número uno en el país. El álbum recibió críticas positivas de los críticos. Indigo generó otros dos sencillos, «Heat», que encabezó la lista Billboard Rhythmic Airplay, y le valió a Brown su decimotercer número uno en la lista, y el segundo durante 2019, y «Don't Check on Me», que cuenta con la voz de Justin Bieber y la vocalista Atia «Ink» Boggs. El 4 de octubre de 2019, Brown finalmente lanzó una versión de lujo de Indigo titulada Indigo Extended, que incluía 10 canciones adicionales, lo que hace que la versión extendida tenga un total de 42 canciones.
El 10 de junio de 2019, Brown anunció una gira oficial de conciertos como cabeza de cartel en la que interpretó el álbum en todo Estados Unidos, titulada Indigoat Tour. La gira comenzó el 20 de agosto y finalizó el 19 de octubre. La gira fue recibida con muy buenas respuestas por parte de los periodistas, que elogiaron su puesta en escena y las habilidades de baile de Brown. Indigoat Tour recaudó más de $ 30,100,000 en sus 37 espectáculos, llenando la mayoría de los lugares. Brown ocupó el tercer lugar entre los mejores artistas de R&B/Hip-Hop de Billboard de la década de 2010, detrás de sus compañeros Rihanna y Drake en segundo y primer lugar, respectivamente.

### 2020-presente:Breezy y 11:11
En diciembre de 2019, Brown reveló que comenzó a trabajar en nuevo material para su décimo álbum de estudio. Más tarde, el 29 de abril de 2020, Brown anunció el lanzamiento de un mixtape colaborativo con Young Thug, Slime & B. El mixtape se lanzó el 5 de mayo de 2020 y presenta el exitoso sencillo «Go Crazy», que alcanzó el puesto número tres en el Billboard Hot 100, convirtiéndose en la primera canción de Brown en pasar un año completo en la lista. En abril de 2021, «Go Crazy» rompió el récord de la canción número uno de mayor duración en R&B/Hip-Hop Airplay, un récord que anteriormente ostentaba el exitoso sencillo de Brown de 2019 «No Guidance». El 1 de mayo de 2020, Brown apareció en el mixtape Dark Lane Demo Tapes de Drake en la canción «Not You Too». La canción le valió a Brown la entrada número 100 de su carrera en el Billboard Hot 100 de Estados Unidos, ya que entró y debutó en el número 25.
El 9 de julio de 2020, Brown anunció a través de Instagram que el título de su décimo álbum sería Breezy, una referencia a su apodo en el escenario. Aún no se ha anunciado la fecha de lanzamiento. Brown dijo en julio de 2021, mientras trabajaba en el álbum, que quería hacer «música realmente entrañable» que «hablara del alma de las mujeres». El 2 de agosto de 2021 anunció en su Instagram que su álbum Breezy estaría acompañado de un cortometraje del mismo nombre. Más tarde, el 18 de diciembre de 2021, dijo que el sencillo principal de Breezy se lanzaría durante enero de 2022. El 14 de enero de 2022, lanzó el sencillo «Ify», que alcanzó el puesto número uno de Rhythmic Radio Chart el 3 de abril de 2022. «Ify» terminó sin incluirse en el álbum. El 15 de marzo de 2022, Brown compartió un fragmento de un segundo sencillo titulado «Warm Embrace» en su cuenta de Instagram con la leyenda «¿Es este el BREEZY que estabas esperando?». La canción tiene un sonido R&B más tradicional y se lanzará el 1 de abril. El 16 de marzo de 2022, Brown recurrió a su cuenta de Instagram para adelantar una nueva gira conjunta para el verano de 2022 con un coprotagonista misterioso, que coincidirá con el lanzamiento del álbum. El 1 de abril de 2022, Brown lanzó el audio oficial de su segundo sencillo «WE (Warm Embrace)» en todas las plataformas de transmisión. El disco es producido por Don City y ve a Brown volver a sus raíces de R&B, mientras muestra el éxito de los 90 de Guy «Let's Chill». El 26 de abril de 2022, Brown anunció que el misterioso coprotagonista de su gira de verano titulada One of Them Ones es el rapero Lil Baby. La gira incluirá 27 paradas en Norteamérica y comenzará el 15 de julio. Brown actuó en Drai's After Hours Nightclub en The Cromwell Las Vegas Hotel and Casino el 11 de junio de 2022 en Las Vegas, marcando el lanzamiento de su nueva residencia de varios años en el lugar.
El 17 de junio de 2022, una semana antes del lanzamiento del álbum, Brown lanzó el audio de una colaboración con Afrobeats con Wizkid titulada «Call Me Every Day». La canción fue coproducida por DJ Tunez, Blaise Beatz y Leon Youngblood. El 21 de junio de 2022, Brown lanzó un video musical para el sencillo «WE (Warm Embrace)». El video incluía una aparición especial y una secuencia de baile con la artista de R&B Normani y mostraba un adelanto de una pista del álbum titulada «Sleep at Night». El 24 de junio de 2022, Brown lanzó un video musical para «C.A.B. (Catch A Body)» con el rapero Fivio Foreign. La imagen con luces de neón muestra a los dos hombres bebiendo vasos rojos, conduciendo autos extranjeros y disfrutando de una noche en la ciudad. El video fue dirigido por Damien Sandoval y coincidió con la fecha de lanzamiento del álbum Breezy. El 22 de agosto de 2022, Brown acudió a las redes sociales para afirmar que existe una gran posibilidad de que su gira en Norteamérica junto con Lil Baby se expanda a Europa. El 24 de agosto de 2022, Brown lanzó un video musical de su sencillo «Call Me Every Day» con Wizkid. El video que fue dirigido por Child muestra a una mujer bañándose antes de comenzar a soñar despierta con Brown y Wizkid. Luego la transportan a una aldea africana donde la nativa de Virginia se conecta con la megaestrella nigeriana para celebrar la belleza negra. El video también captura las interacciones con Brown y su bailarina de respaldo Taylor Terry, así como al cantante bailando con sus bailarinas de respaldo desde hace mucho tiempo. En la última parada de la gira One of Them One de Brown en Las Vegas, se reunió con la ganadora de American Idol, Jordin Sparks, para una interpretación nostálgica de su dúo «No Air», casi 15 años después de su lanzamiento.

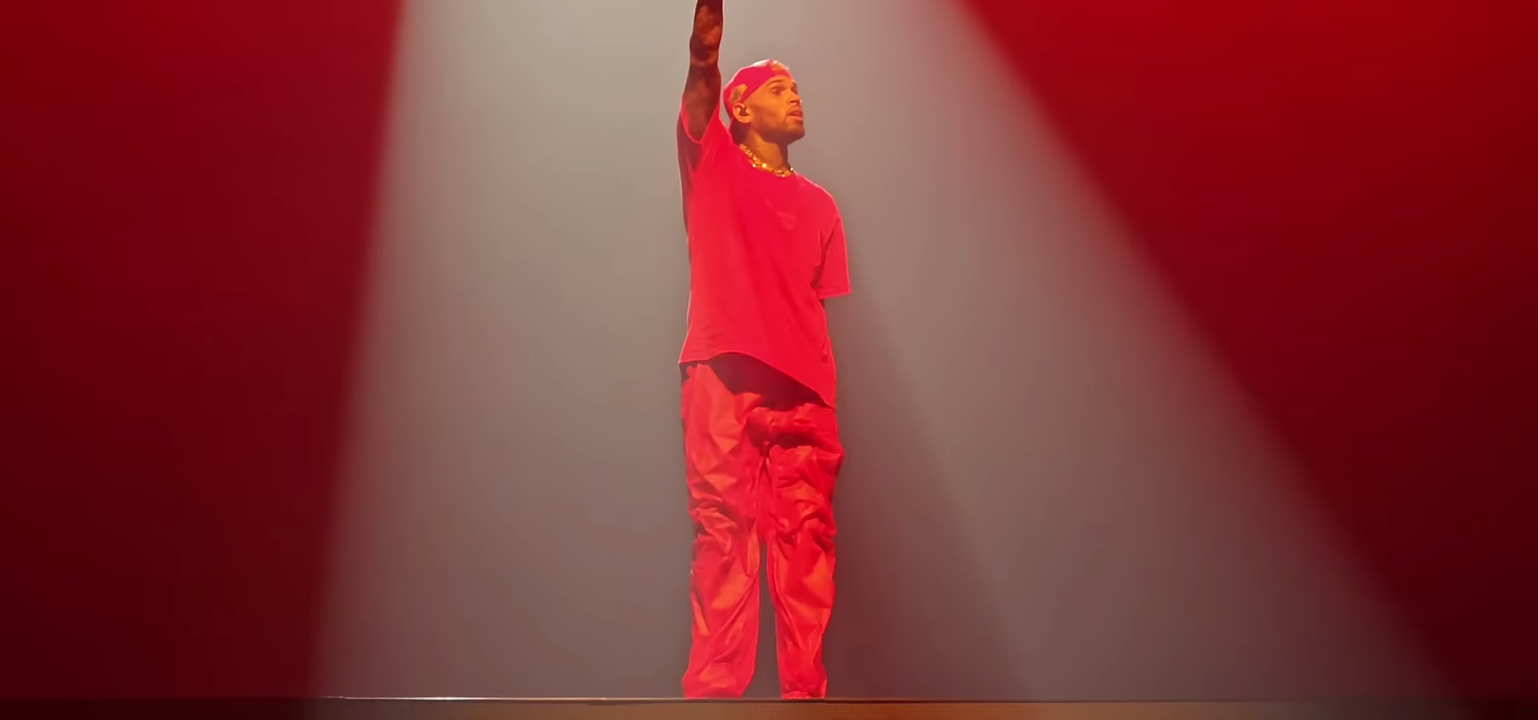
Brown actuando en el O2 Arena de Londres durante su gira Under the Influence Tour (2023).

El 4 de septiembre de 2022, Brown ganó el premio al artista internacional del año en la 15.ª entrega anual de los premios Headies. La categoría está diseñada para artistas o grupos no africanos con logros sobresalientes e impacto en Afrobeats. En septiembre de 2022, con el lanzamiento oficial de «Under the Influence», Brown se convirtió en el primer cantante de R&B en la historia en ubicar más de cincuenta éxitos entre los 40 principales en la lista Billboard Hot 100. El 14 de octubre de 2022, Brown apareció como invitado especial en Usher's Las Vegas Residency para interpretar algunas canciones, incluidas «Back to Sleep (Remix)», «Under the Influence» y «Heat». Durante el espectáculo, Usher se tomó un momento para darle flores a Brown. «Te amo. eres un grande eres una leyenda Los amamos y seguiremos animándolos», dijo Usher. El 16 de noviembre de 2022, Brown lanzó dos sencillos independientes con temas navideños titulados «No Time Like Christmas» y «It's Giving Christmas» y luego lanzó imágenes para los sencillos en diciembre. El 18 de noviembre de 2022, Brown acudió a su página de Instagram para anunciar que los American Music Awards habían cancelado su actuación en tributo programada a Michael Jackson en celebración del 40 aniversario del álbum Thriller de 1982 del último cantante. Brown también compartió imágenes del ensayo del tributo cancelado y afirmó que la actuación se canceló por razones desconocidas. El tributo cancelado provocó una reacción violenta contra los AMA por parte de los fanáticos y compañeros de la industria por igual. Jermaine Dupri declaró que la decisión de retirar el tributo señala algo grave para la celebración de Black Music y afirmó que «si los American Music Awards cancelaron la presentación de Chris Brown, eso significa que cancelaron el 40 aniversario de Thriller. Lo que significa que cancelaron el tributo a Michael Jackson. Black Music, estamos en problemas». De manera similar, John Branca, el co-ejecutor de Michael Jackson Estate, declaró que los AMA deberían avergonzarse de sí mismos y que la cancelación es un ataque a la celebración de Black Music. El 9 de diciembre de 2022, Brown anunció una gira europea para 2023 titulada «Under The Infuence» con el artista Skillibeng como invitado especial. En cuestión de minutos, se agotaron las entradas para toda la gira de 19 espectáculos, incluidas cuatro noches en el renombrado O2 Arena de Londres, dos noches en el Accor Arena de París, dos noches en el Ziggo Dome de Ámsterdam y más. Antes del inicio de la gira Under The Influence Tour, el telonero original Skillibeng se retiró de la gira y fue reemplazado por la artista sudafricana de Amapiano Tyla Seethal.
En enero de 2023, Brown superó a Elvis Presley por la mayor cantidad de sencillos con certificación de oro de la RIAA entre todos los vocalistas masculinos de la historia, después de haber superado previamente a Presley por la mayor cantidad de entradas de Billboard Hot 100 entre todos los vocalistas masculinos. En marzo de 2023, Brown se convirtió en el quinto artista en la historia de Billboard en alcanzar los 10 primeros lugares en la lista R&B/Hip-Hop Airplay de Billboard con su exitoso disco «Under the Influence». Además, Brown obtuvo su decimoctavo número uno en la lista Mainstream R&B/Hip-Hop Airplay de Billboard con «Under the Influence». Haciéndolo el artista con la tercera mayor cantidad de número uno en la lista Mainstream R&B/Hip-Hop Airplay detrás de Drake y Lil Wayne en primer y segundo lugar, respectivamente.
El 2 de febrero de 2025 y después de 13 años desde su último Grammy obtenido por su álbum F.A.M.E en la categoría mejor álbum R&B, consiguió su segundo premio del famoso certamen en la 67 edición de los premios GRAMMY, gracias a su álbum 11:11 (Deluxe) por la misma categoría que el anterior. También estuvo nominado en las categorías de Best African Music Performance y Best R&B Performance, por las canciones «Sensational» (feat. Davido & Lojay) y «Residuals», respectivamente, no obteniendo el trofeo.

## Arte

### Influencias

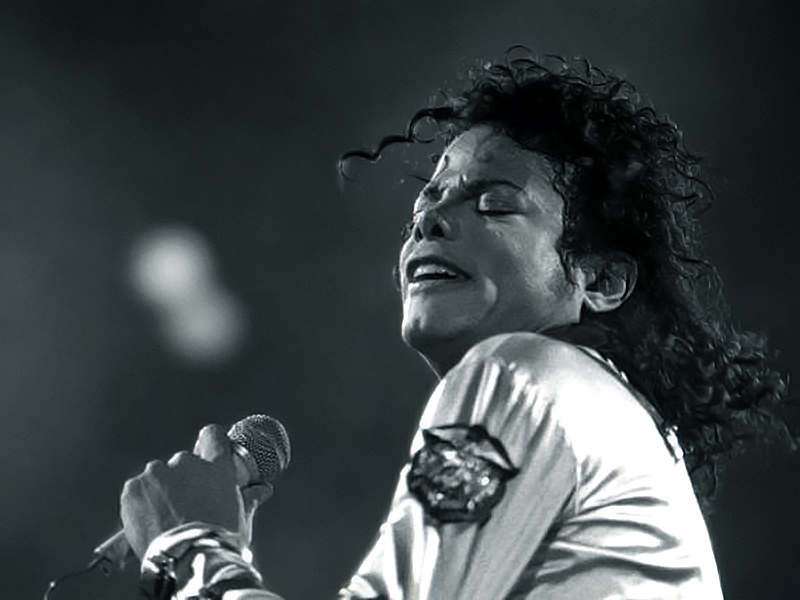
Michael Jackson en 1988. Se le cita como la principal inspiración de Brown para hacer música.

Brown ha citado a varios artistas como su inspiración, predominantemente Michael Jackson. Brown enfatiza que «Michael Jackson es la razón por la que hago música y por la que soy un artista». En «Fine China», ejemplifica la influencia de Jackson tanto musical como visualmente, ya que Britini Danielle de la revista Ebony afirmó que la canción era «una reminiscencia de 'Off the Wall' de Michael Jackson». Coreográficamente, MTV notó que «toma señales visuales distintas de clips clásicos como 'Smooth Criminal' y 'Beat It'», mientras que Billboard felicitó su aparición llamándolo «una forma moderna de canalizar al Rey del Pop». Usher también es otra influencia que se presenta como una figura más contemporánea para Brown. Él le dice a la revista Vibe: «Él era a quien los jóvenes admiraban. Sé que nosotros, en el mundo del baile y el canto, lo admiramos», y sostiene «Si no fuera por Usher, entonces Chris Brown no podría existir». Otras influencias incluyen a Marvin Gaye, Sam Cooke, Ginuwine, Phil Collins, Bobby Brown y R. Kelly. Cuando se trata de rapear, citó a Naughty by Nature, Tupac, Lil' Wayne y Rakim como los raperos en los que se inspira.

### Estilo musical
Los críticos musicales han elogiado la introducción de Brown al R&B, reconociendo su versatilidad y considerándolo un evolucionista del género. Su estilo musical se ha definido a menudo como poliédrico. Lyana Robertson de Vibe dice: «A medida que el R&B tradicional florecía a su alrededor, el joven cantante comenzó una evolución del género». Ella vio su sencillo debut «Run It!» como un «preludio de lo que Brown continuaría haciendo durante la próxima década: interrumpir implacablemente las construcciones del rhythm and blues». En su segundo álbum, Exclusive, ella dice que estaba «tocando ritmos más eléctricos, nadando profundamente en las aguas del hip-hop y aniquilando la arena del pop». Describiendo el ganador del premio Grammy F.A.M.E. como «su oferta más diversa hasta la fecha», comentó: «No había un nivel de flexibilidad musical comparable. Todavía no lo hay». F.A.M.E. se considera el álbum que definió el estilo musical y la personalidad de Brown.
Brown es considerado, por una gran parte de la crítica y el público en general, el mayor artista de R&B de la década de 2010, y Andy Kellman de AllMusic lo acredita como la «punta de lanza» del género durante el período. Brad Wete de Billboard dijo que su sexto álbum X mostró «la cumbre de su talento musical», mientras que el crítico cultural y personalidad de los medios Joe Budden definió su álbum de 2017 Heartbreak on a Full Moon como «una de las mejores cosas que le han pasado en la música R&B».

### Géneros
Brown hizo su sonido mezclando el sonido tradicional del R&B añadiéndole diferentes influencias, sobre todo hip hop y pop, pero también varios otros géneros en diferentes canciones, como soul, dancehall, R&B alternativo, Electro House, EDM, afropop, trap, rock, disco y funk. La multitud de géneros que influyen en su música se puede escuchar en muchos de sus sencillos, como «Deuces», «Sweet Love», «Liquor», «Zero», «Back to Love» o «Don't Check on Me». Su lado puro de R&B se muestra densamente en cada álbum que ha hecho, incluso después de eso, su música comenzó a teñirse más de otros géneros, con algunos ejemplos como «No BS», «Don't Judge Me», «Back To Sleep» y «Privacity».
A lo largo de su carrera, Brown siempre ha tenido una fuerte influencia del hip hop en su música, y después de sus mixtapes de 2010, abordó el género de manera diferente, comenzando a rapear con frecuencia en mixtapes y funciones, agregando a sus álbumes canciones de hip-hop como «Look at Me Now», «Till I Die» y «Loyal», o haciendo actuaciones que cambien de su canto de R&B a su rap, como lo hizo en varias pistas de su álbum Heartbreak on a Full Moon. Su lado dance-pop en el sencillo «Forever» de su segundo álbum Exclusive abrió la puerta a muchas otras canciones de Europop como «Yeah 3x», «Beautiful People», «Turn Up The Music» y «Don't Wake Me Up», pero empezó a estar menos presente en su música a partir de su disco X.

### Rango vocal
Brown tiene un rango vocal de tenor de cuatro octavas y la utilidad de un falsete.

## Asuntos legales

### Delito de violencia doméstica con Rihanna

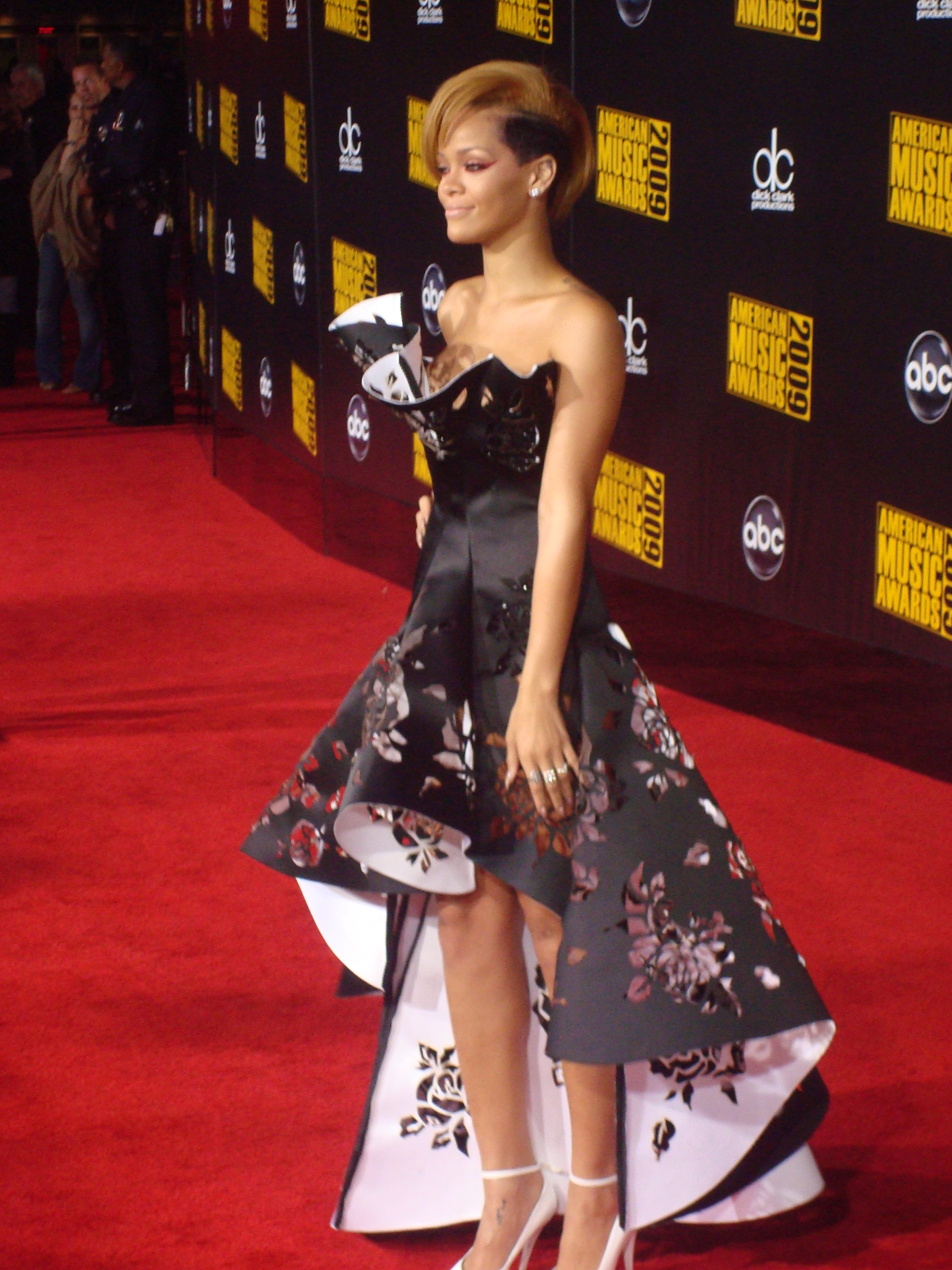
Rihanna en noviembre de 2009, nueve meses después de que Brown la agrediera.

Alrededor de las 12:30 a. m. (PST) del 8 de febrero de 2009, Brown y su entonces novia, la cantante Rihanna, tuvieron una discusión que se convirtió en violencia física, dejando a Rihanna con lesiones faciales graves visibles que requirieron hospitalización. Brown se entregó a la estación de Wilshire del Departamento de Policía de Los Ángeles a las 6:30 p. m. (PST) y fue fichado bajo sospecha de haber realizado amenazas criminales. El 22 de junio de 2009, Brown se declaró culpable de un delito grave y aceptó un acuerdo de culpabilidad de trabajo comunitario, cinco años de libertad condicional y asesoramiento sobre violencia doméstica. El 25 de agosto, Brown recibió cinco años de libertad condicional. Se le ordenó asistir a un año de consejería de violencia doméstica y someterse a seis meses de servicio comunitario; el juez retuvo una orden de restricción de cinco años sobre Brown, que requería que permaneciera a 50 yardas (45,72 metros) de distancia de Rihanna, reducida a 10 yardas en eventos públicos. El 2 de septiembre de 2009, Brown habló sobre el caso de violencia doméstica en una entrevista pregrabada de Larry King Live, su primera entrevista pública sobre el asunto. Estuvo acompañado a la entrevista por su madre, Joyce Hawkins, y el abogado Mark Geragos, mientras hablaba sobre crecer en un hogar con su madre siendo agredida repetidamente por su padrastro. Brown dijo al escuchar los detalles de su asalto a Rihanna: «Estoy en estado de shock, porque, en primer lugar, no es quien soy como persona, y no es quien prometo que quiero ser». En febrero de 2011, a pedido de los abogados de Brown y Rihanna, Mark Geragos y Donald Eltra, la jueza Patricia Schnegg modificó la orden de restricción a una "orden de nivel uno", lo que permitió a ambos cantantes presentarse juntos en entregas de premios en el futuro.
El 11 de julio de 2012, se evaluó el servicio comunitario de Brown y se le ordenó reunirse con un juez. La evaluación fue ordenada por la jueza del Tribunal Superior Patricia Schnegg el 10 de julio de 2012. Estaba previsto que compareciera ante el tribunal con respecto a la evaluación el 21 de agosto de 2012. Sin embargo, mientras realizaba su servicio comunitario en Virginia, Brown dio positivo por cannabis y compareció ante el tribunal el 25 de septiembre de 2012, momento en el que la fecha de su audiencia se cambió a noviembre, para determinar si había violado o no los términos de su orden judicial. El 20 de marzo de 2015, finalizó la libertad condicional de Brown, cerrando formalmente el caso de delito grave derivado del asalto a Rihanna que ocurrió más de seis años antes.
En un autodocumental de 2017, Welcome to My Life, Brown entra en detalles sobre la relación abusiva y dice que tenía la intención de casarse con Rihanna, pero que ella perdió la confianza en él después de descubrir que mintió sobre una relación anterior con alguien que trabajó con él. Brown también proporcionó una descripción detallada de cómo transcurrió la agresión conocida.

### Otros asuntos legales
El 14 de junio de 2012, Drake y su séquito estuvieron involucrados en una pelea con Brown en un club nocturno llamado WIP en el barrio SoHo de la ciudad de Nueva York. Unas ocho personas resultaron heridas durante la pelea, incluida la estrella de los San Antonio Spurs, Tony Parker, quien tuvo que someterse a una cirugía para quitarle un pedazo de vidrio del ojo. Drake no fue arrestado. El abogado de Brown alegó que Drake fue el instigador. El mismo Brown tuiteó sobre el incidente y criticó públicamente a Drake semanas después.
En enero de 2013, Brown estuvo involucrado en un altercado con Frank Ocean por un espacio de estacionamiento, afuera de un estudio de grabación en West Hollywood. Oficiales de policía en Los Ángeles dijeron que Brown estaba bajo investigación y describieron el incidente como una «agresión» debido a que Brown supuestamente golpeó a Ocean. Aunque Ocean alegó que Brown había amenazado con dispararle, dijo que no presentaría cargos. El colega artista Sean Kingston, que estuvo presente en el lugar, alegó que Ocean y su primo instigaron el incidente y tuvieron la culpa. Brown luego demandó a Ocean y su primo por el incidente y el asunto finalmente se resolvió fuera de los tribunales.
En julio de 2013, se revocó la libertad condicional de Brown después de que estuvo involucrado en un presunto atropello y fuga en Los Ángeles. Fue puesto en libertad y se programó su reaparición en agosto de 2013 para saber si cumpliría o no una condena en prisión. Posteriormente se retirarían los cargos, pero a Brown se le agregarían 1.000 horas adicionales de servicio comunitario a sus términos de libertad condicional. En octubre de 2013, Brown fue arrestado por agresión grave en Washington D. C., luego de negarse a tomarse una foto con un hombre. El cargo fue reducido a un delito menor. Brown pasó 36 horas en una cárcel de Washington y fue llevado a la corte con grilletes. Fue puesto en libertad y se le ordenó presentarse ante su oficial de libertad condicional de California dentro de las 48 horas.
El 30 de octubre de 2013, Brown decidió voluntariamente ingresar a rehabilitación. Después de que Brown completó sus 90 días, el juez le ordenó permanecer como residente en el centro de tratamiento de Malibú hasta la audiencia el 23 de abril de 2014. El trato era que si Brown salía de rehabilitación, iría directamente a la cárcel. El 14 de marzo de 2014, Brown fue expulsado del centro de rehabilitación y enviado a la cárcel regional de Northern Neck por violar las normas internas. Se esperaba que fuera puesto en libertad el 23 de abril de 2014, pero un juez denegó su solicitud de libertad bajo fianza o bajo palabra. En su cita en la corte del 9 de mayo de 2014, se ordenó a Brown que cumpliera 131 días en la cárcel por su violación de la libertad condicional. Fue sentenciado a cumplir 365 días bajo custodia; sin embargo, se le dio crédito por los 234 días que ya pasó en rehabilitación y en la cárcel. Durante la rehabilitación de Brown, un oficial de libertad condicional señaló en una carta que los roces de Brown con la ley pueden haber sido causados por un trastorno bipolar y un trastorno de estrés postraumático no tratados, específicamente que «el Sr. Brown se volvió agresivo y actuó físicamente debido a su trastorno de salud mental no tratado, privación grave del sueño, automedicación inapropiada y TEPT no tratado». Según los documentos judiciales, que fueron recibidos por E! News y más tarde The Hollywood Reporter, a Brown se le diagnosticó formalmente Bipolar II y PTSD en el centro de rehabilitación no identificado.
En la madrugada del 30 de agosto de 2016, una mujer llamó a la policía y acusó falsamente a Brown de amenazarla con un arma dentro de su casa. Se llamó a la policía, pero Brown les negó la entrada sin una orden judicial. Cuando regresaron con uno, Brown les negó la entrada y comenzó lo que las fuentes de noticias llamaron un «enfrentamiento» con el Departamento de Policía de Los Ángeles, incluida la división de robos y homicidios y el equipo SWAT. Durante este tiempo, se vio a Brown publicando videos en Instagram, en los que critica a la policía y la cobertura mediática de la actividad en su casa. Denunció los informes de los medios de que estaba «atrincherado» dentro de su casa, se quejó de los helicópteros que volaban por encima y llamó a la policía «idiotas» y «la peor pandilla del mundo». Dijo que era inocente y que «lo que sí me importa es que están desfigurando [sic] mi nombre, mi carácter y mi integridad». Brown fue arrestado y luego liberado de la cárcel con una fianza de $250,000. El 1 de septiembre de 2016, el abogado de Brown, Mark Geragos, declaró que no hubo enfrentamiento y que, con respecto a la búsqueda de LAPD, «no se encontró nada que corroborara su declaración». Los cargos se retiraron más tarde después de que los fiscales se negaron a procesar a Brown por los cargos de delito grave. Brown demandó posteriormente a la acusadora por difamación, prevaleciendo en la demanda, luego de una investigación que demostró que la acusada llevó a la corte declaraciones falsas y difamatorias sobre la cantante, a través de sus mensajes de texto incriminatorios donde decía «no conoces a este monstruo Chris Brown. Me está echando de su casa porque llamé a su amigo joyas falsas, ¿puedes venir a buscarme? Mi Uber está estropeando, si no, voy a tenderle una trampa y llamar a la policía y decir que trató de dispararme y eso enseñará le daré una lección, le voy a poner el trasero**». Brown dijo más tarde a través de sus cuentas de redes sociales: «Debido a mi pasado, mi carácter sigue siendo desfigurado por estas noticias falsas y acusaciones destacadas por los medios, pero me alegro de que todos mis verdaderos seguidores sepan quién soy realmente y puedan ver la verdad».
En enero de 2022, una mujer presentó una demanda civil acusando a Brown de violarla en un yate en Miami en diciembre de 2020. La mujer intentó demandar a Brown por $20 millones. Brown negó las acusaciones y luego envió mensajes de texto al departamento de policía de Miami que probaban su inocencia e indicaban una relación consensuada con el acusador. Según TMZ, Brown planea contrademandar al acusador por difamación por hacer acusaciones falsas y el abogado del acusador desestimó el caso en su contra indicando que desconocía los mensajes y los detalles de su relación.

## Empresas de negocios
En 2007, Brown fundó el sello discográfico CBE («Chris Brown Entertainment» o «Culture Beyond Evolution»), bajo Interscope Records. Desde entonces, Brown ha contratado al colaborador frecuente Kevin McCall, la cantante Sabrina Antoinette, el exmiembro de RichGirl Sevyn Streeter, la cantautora Joelle James y el grupo de rock U.G.L.Y. Sin embargo, a partir de 2014 el sello comenzó a firmar exclusivamente obras de Brown.
Brown ha declarado que posee catorce restaurantes Burger King. En 2012, lanzó una línea de ropa de calle llamada Black Pyramid, en colaboración con los fundadores de la línea de ropa Pink + Dolphin. En 2016, la etiqueta de ropa se preparó para un lanzamiento más grande, asociándose con líneas de ropa de calle como Snipes para una distribución mundial, y también se distribuye a través de sus propias boutiques Black Pyramid.
El 11 de noviembre de 2021, el cantante lanzó su propio cereal, Breezy's Cosmic Crunch, en asociación con SoFlo Snacks para esta edición limitada de cereal para el desayuno coleccionable.

## Discografía

### Álbumes de estudio
- 2005: Chris Brown
- 2007: Exclusive
- 2009: Graffiti
- 2011: F.A.M.E.
- 2012: Fortune
- 2014: X
- 2015: Royalty
- 2017: Heartbreak On A Full Moon
- 2019: Indigo
- 2022: Breezy
- 2023: 11:11
- 2024: "11:11 DELUXE"

### Álbumes colaborativos
- 2015: Fan of a Fan (con Tyga)
- 2020: Slime & B (con Young Thug)

## Filmografía
| Año  | Título             | Rol                      | Notas                                  |
| ---- | ------------------ | ------------------------ | -------------------------------------- |
| 2007 | Stomp the Yard     | Duron Williams           | Elenco principal                       |
| 2007 | This Christmas     | Michael «Baby» Whitfield | Elenco principal                       |
| 2010 | Takers             | Jesse Attica             | Elenco principal y productor ejecutivo |
| 2012 | Think Like a Man   | Alex                     | Elenco principal                       |
| 2013 | Battle of the Year | Rooster                  | Elenco principal                       |
| 2017 | Welcome to My Life | Él mismo                 | Documental                             |
| 2020 | She Ball           | T.A.K.O.                 | Elenco principal                       |

| Año  | Título                               | Rol           | Notas |
| ---- | ------------------------------------ | ------------- | --- |
| 2006 | One on One                           | Él mismo      | «Recipe for Disaster» (temporada 5, episodio 17)                                                                                            |
| 2006 | Christmas in Washington              | Él mismo      | Estrella invitada |
| 2007 | Chris Brown: Journey to South Africa | Él mismo      | Un documental del primer viaje de Brown a África                                                                                            |
| 2007 | The O.C.                             | Will Tutt     | «The My Two Dads» (temporada 4, episodio 9) «The French Connection» (temporada 4, episodio 10) «The Dream Lover» (temporada 4, episodio 11) |
| 2008 | The Suite Life of Zack & Cody        | Él mismo      | «Doin' Time in Suite 2330» (temporada 3, episodio 20)                                                                                       |
| 2011 | Tosh.0                               | Él mismo      | Temporada 3, episodio 10 |
| 2015 | Real Husbands of Hollywood           | Él mismo      | Temporada 4, episodio 4 |
| 2017 | Black-ish                            | Rich Youngsta | Estrella invitada |